# Aedes postspiraculosus
Aedes postspiraculosus är en tvåvingeart som beskrevs av Nikolas Vladimir Dobrotworsky 1960. Aedes postspiraculosus ingår i släktet Aedes och familjen stickmyggor. Inga underarter finns listade i Catalogue of Life.